# 朝臣
朝臣（あそん、あそみ）は、684年（天武天皇13年）に制定された八色の姓の制度で新たに作られた姓（）の一つである（上から二番目に相当）。古くは「あそみ」と読み、阿曽美や旦臣とも書いた。
皇族以外の臣下の中で事実上、最も上の地位にあたる（一番目の真人（）は、主に皇族に与えられたため）。

## 制定された背景
この朝臣が作られた背景には、従来の臣（おみ）、連（むらじ）、首（おびと）、直（あたい）などの姓の上位に位置する姓を作ることで、姓に優劣や待遇の差をつけ、天皇への忠誠の厚い氏（うじ）を優遇し、皇室への権力掌握をはかったと思われる。

## 賜姓例
『日本書紀』には、684年（天武天皇13年）11月1日に初めて朝臣を賜った下記の52氏が記されている。
- 大三輪氏・大春日氏・阿倍氏・巨瀬氏・膳氏・紀氏・波多氏・物部氏・平群氏・雀部氏・中臣氏・大宅氏・粟田氏・石川氏・桜井氏・采女氏・田中氏・小墾田氏・穂積氏・山背氏・鴨氏・小野氏・川辺氏・櫟井氏・柿本氏・軽部氏・若桜部氏・岸田氏・高向氏・宍人氏・来目氏・犬上氏・上毛野氏・角氏・星川氏・多氏・胸方氏・車持氏・綾氏・下道氏・伊賀氏・阿閉氏・林氏・波弥氏・下毛野氏・佐味氏・道守氏・大野氏・坂本氏・池田氏・玉手氏・笠氏

これらは概ね壬申の乱で功績があり、それまで臣の姓を持っていた氏族に優先的に新たに朝臣を与えた（古い時代に皇室から分かれたものが多い）。その次に位置するそれまで連の姓を持っていた氏族には新たに宿禰の姓を与えた。

### 朝臣賜姓のその後
さらに時代が下ると、大半の貴族や武士は藤原朝臣・橘朝臣・源朝臣・平朝臣などの子孫で占められてしまい、また、武家台頭による下級貴族の没落もあり、朝臣は、序列付けの為の姓としての意味を失ってしまい、公式文書で使う形式的なものになっていった。
平安時代以降、公卿（三位以上及び参議）は、氏の下に朝臣、諱の下に公（大臣）ないし卿という敬称を以って称した。
- 例：足利内大臣正二位源朝臣義政公（足利義政）

四位以下の者は諱の下に朝臣の姓をつけて呼称した。これを名乗り朝臣という。
- 例：細川右京大夫従四位下源勝元朝臣（細川勝元）

## 朝臣姓氏族
- 大神朝臣 - 568年（欽明天皇29年、古墳時代）に宇佐神宮前身の鷹居社を建立した大神比義の末裔。
- 藤原朝臣 - 神別氏族。中臣鎌足の子孫。長らく朝廷の重職を独占し、摂家を筆頭に堂上家の大半を占めた。武家では伊東氏、小山氏、上杉氏、伊達氏などが知られる。
- 橘朝臣 - 皇別氏族。県犬養三千代、橘諸兄、橘佐為を祖とする。奈良時代から平安時代初期にかけて多数の公卿を輩出している 。
- 大江朝臣 - 土師諸上を祖とする。学者を多くを輩出した（大江広元など）。公家では長らく地下家だった3家のうち、代々蔵人を務めた2家の北小路家が江戸時代後期に[2]堂上家に列せられた（最後の堂上家昇格）。武家では毛利氏（大江広元の子孫）。
- 賀茂朝臣
- 大伴朝臣
- 大蔵朝臣

### 下賜の可能性があった地方豪族
- 越智宿禰 - 武家では河野氏。
- 佐伯宿禰

### 平安時代以降
- 源朝臣 - 皇別氏族。公家では源氏長者の地位を長く保った久我家などの村上源氏、武家では源義家以降、清和源氏が勢力を伸ばし、源頼朝以降武家にとって特別な氏姓となった。足利氏はその代表である。徳川氏も清和源氏を称している。
- 平朝臣 - 皇別氏族。桓武平氏が最も著名であり、公家では堂上平氏として旧家2家（半家）・新家3家（名家）が残る。武家では平家が有名であり、また織田氏も称している。
- 菅原朝臣 - 野見宿禰を祖とする。文章道を管掌し、堂上家（半家）が6家残っている。
- 中原朝臣 - 十市有象、十市以忠を祖とする。明法道、明経道を司る家系。嫡流の押小路家は局務、市正などを世襲し、朝廷の実務、京都の行政に深く関わった。
- 豊臣朝臣 - 安土桃山時代に関白・羽柴秀吉に下賜された。さらに秀吉によって多くの大名などへも下賜された。